# When darkness falls upon the earth

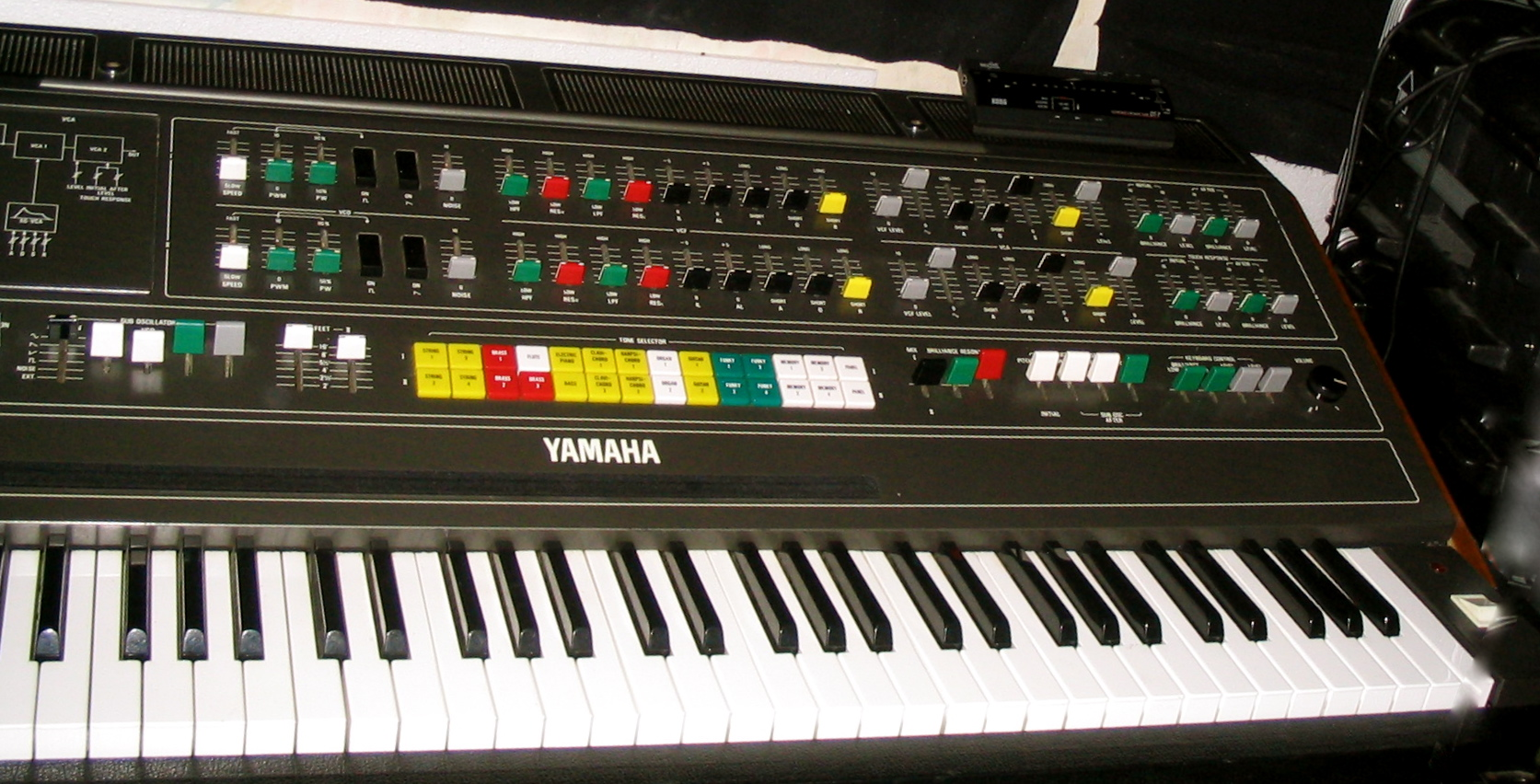
Yamaha CS-80

When darness falls upon the earth is een studioalbum van Gert Emmens. Emmens nam het op in de periode juli 2004-juni 2005. Het werd vlak daarna gemasterd door Ron Boots en uitgebracht op zijn platenlabel Groove Unlimited. Het album laat elektronische muziek horen uit de Nederlandse versie van de Berlijnse school met sequencers en lange muzikale lijnen, met hier en daar mellotronviolen en –koren met romantische inslag.

## Musici
- Gert Emmens – ARP Odyssey, Boss Dr. Rhythm DR 660, Doepfer MAC 16/3 sequencer, Elektor Formant modular synthesizer, EMU E-6400 Ultra, EMU Vintage Keys Plus , Farfisa Syntorchestra, Hohner String Performer, Korg MS-2000, Korg Wavestation EX, MAM MB33, Minimoog, Moog Opus III, Roland Corporation M-DC1, Roland SH-32, Transidrums U77, Yamaha AN1x, CS80 en SY85.

## Muziek
| Nr. | Titel                                | Duur  |
| --- | ------------------------------------ | ----- |
| 1.  | Rendezvous with 2004 MN4             | 11:35 |
| 2.  | When darkness falls upon the earth   | 18:33 |
| 3.  | Nostalgia                            | 10:44 |
| 4.  | Casting shadows on the cold ground   | 15:53 |
| 5.  | The morning after (extended version) | 14:13 |
| 6.  | Requiem for Sam                      | 4:26  |